# Magda Schneider

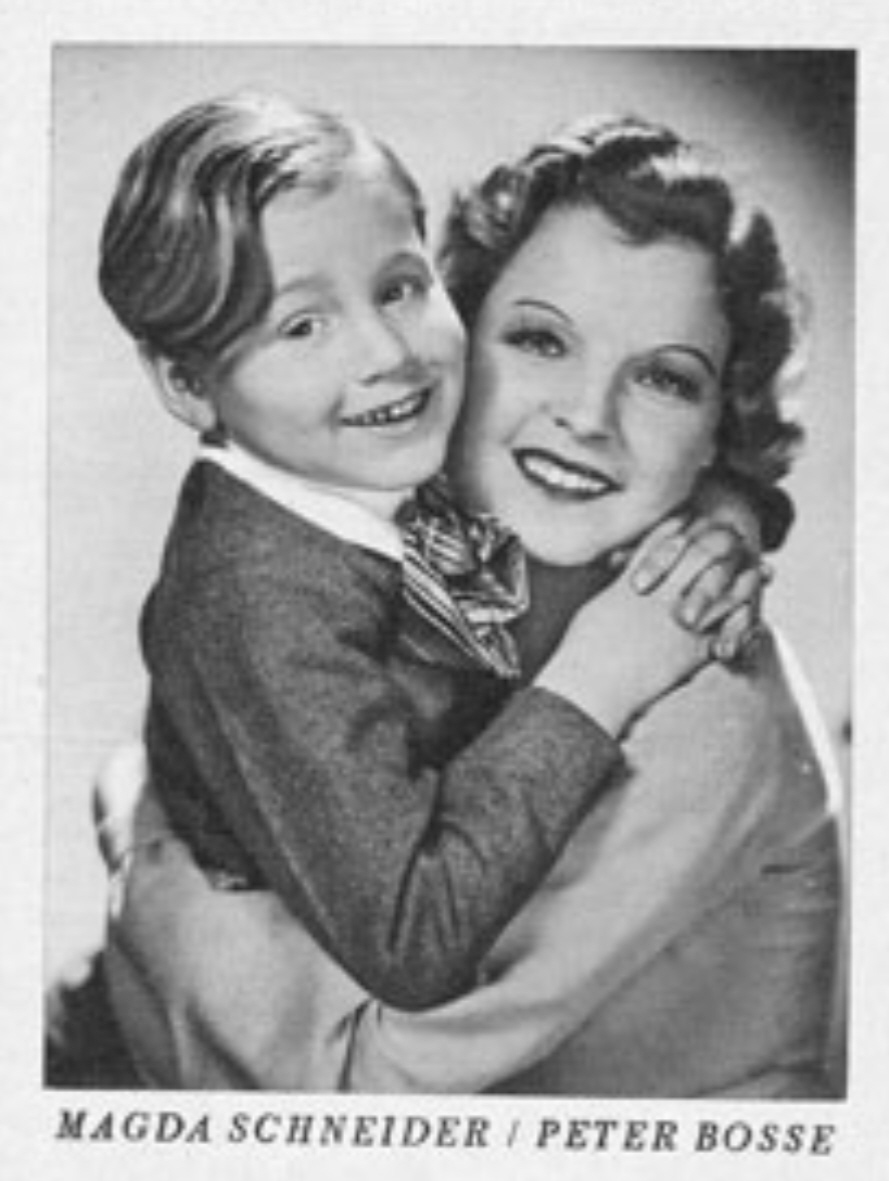
Magda Schneider mit Peter Bosse, 1937

Magdalena Maria „Magda“ Schneider (* 17. Mai 1909 in Augsburg; † 30. Juli 1996 in Schönau am Königssee) war eine deutsche Schauspielerin und die Mutter der Schauspielerin Romy Schneider.

## Leben
Magda Schneider war die Tochter des Installateurs Xaverius Schneider (1878–1959) und dessen Ehefrau Maria (1879–1951), geborene Meier-Hörmann. Ihre Kindheit und Jugend verbrachte sie in den Augsburger Stadtteilen Kriegshaber und Firnhaberau. Nach dem Besuch einer katholischen Mädchenschule und einer Handelsschule arbeitete sie als Stenotypistin in einer Getreidehandlung.
Schneider absolvierte eine Gesangsausbildung am Leopold-Mozart-Konservatorium Augsburg und lernte auch Ballett am Stadttheater der Stadt. Erste Auftritte hatte sie als Soubrette am Augsburger Theater sowie am Münchener Staatstheater am Gärtnerplatz. Ernst Marischka berief sie an das Theater an der Wien.
1930 wurde Schneider für den Film entdeckt, wo sie „das Beste aus den üblichen Schreibmaschinen- und Telefonmädchen-Rollen machte“. In vielen ihrer folgenden Filme sang sie Lieder, die zu Evergreens wurden. 1935 bezog sie das „Haus Mariengrund“ in Schönau am Königsee. Bei den Dreharbeiten zum Film Kind, ich freu’ mich auf dein Kommen (1933) lernte sie ihren ersten Ehemann Wolf Albach-Retty kennen, den sie 1937 in Berlin-Charlottenburg heiratete. Aus der Ehe stammen die beiden Kinder Rosemarie, genannt Romy (1938–1982), und Wolf-Dieter (* 1941). Das Paar trennte sich 1943 und die Ehe wurde 1945 geschieden. Sie stand 1944 in der Gottbegnadeten-Liste des Reichsministeriums für Volksaufklärung und Propaganda.
Unmittelbar nach dem Zweiten Weltkrieg sicherte sich die Schauspielerin mit Gastspielen und „bunten Abenden“ ihren Lebensunterhalt, denn Filmrollen gab es zu dieser Zeit kaum. 1948 kam der bereits 1944 gedrehte Film Ein Mann gehört ins Haus in die Kinos. Anfang der 1950er-Jahre erhielt sie wieder verstärkt Filmangebote. Doch ihr Interesse galt nun hauptsächlich der Karriere ihrer Tochter, mit der sie zusammen mehrere Filme drehte, zum Beispiel Wenn der weiße Flieder wieder blüht, Mädchenjahre einer Königin, Robinson soll nicht sterben, Die Deutschmeister sowie die drei Sissi-Filme.

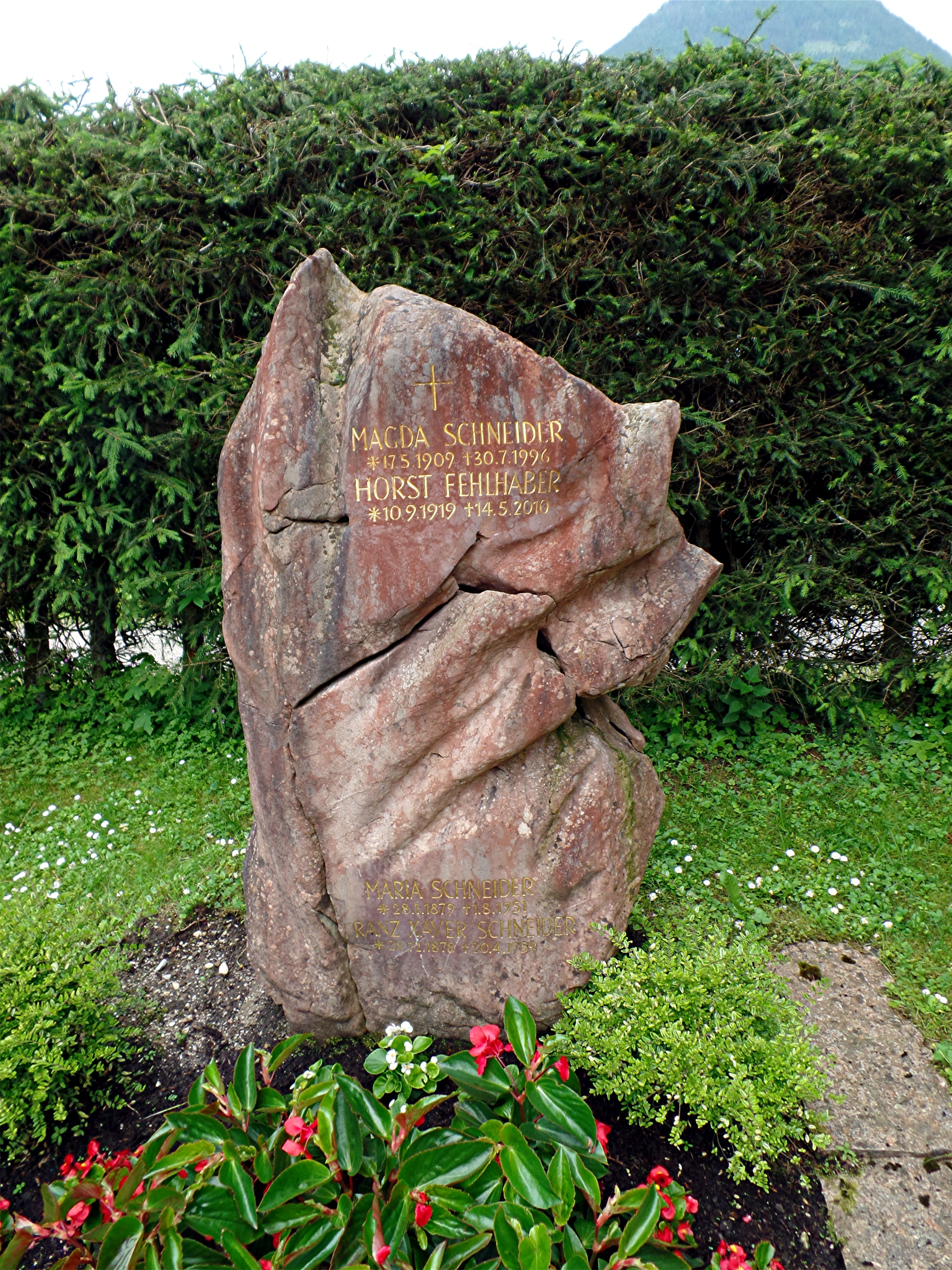
Magda Schneiders Grabstätte

1953 heiratete sie den Kölner Gastronomen Hans Herbert Blatzheim, den Romy Schneider zunächst „Daddy“, später dann „den zweiten Mann meiner Mutter“ nannte. Blatzheim starb 1968. Von 1982 bis zu ihrem Tod war Schneider mit dem Kameramann Horst Fehlhaber (1919–2010) verheiratet. Ende der 1960er-Jahre stand sie zum letzten Mal für die Fernsehserien Drei Frauen im Haus und Vier Frauen im Haus vor der Kamera.
Magda Schneider, die 1982 mit dem Filmband in Gold ausgezeichnet wurde, lebte bis zu ihrem Tod 1996 in Schönau am Königssee und wurde dort auf dem Bergfriedhof beerdigt.

## Nach Magda Schneiders Tod
In der Boulevardpresse und in anderen Publikationen über ihre Tochter wurde mehrmals eine Nähe Magda Schneiders zu Adolf Hitler kolportiert, beispielsweise durch Michael Jürgs’ Der Fall Romy Schneider (1991), Jürgen Trimborns Romy und ihre Familie (2008) und zuletzt in Olaf Kraemers Roman Ende einer Nacht (2008).
Diese Darstellungen wurden von Hinterbliebenen teilweise erfolgreich juristisch bestritten. Das Oberlandesgericht Frankfurt am Main entschied im Oktober 2009 unter Verweis auf die Kunstfreiheit, dass Kraemers Roman weitgehend unverändert und ungeschwärzt erscheinen darf.

## Filmografie (Auswahl)
- 1930: Boykott (Primanerehre)
- 1932: Fräulein – falsch verbunden
- 1932: Ein bißchen Liebe für dich
- 1932: Zwei in einem Auto
- 1932: Das Lied einer Nacht
- 1932: Sehnsucht 202
- 1932: Das Testament des Cornelius Gulden
- 1932: Marion, das gehört sich nicht
- 1932: Glück über Nacht
- 1933: Liebelei
- 1933: Kind, ich freu’ mich auf Dein Kommen
- 1933: Glückliche Reise
- 1933: Ein Mädel wirbelt durch die Welt
- 1934: Ich kenn’ dich nicht und liebe dich
- 1934: Fräulein Liselott
- 1934: G’schichten aus dem Wienerwald
- 1935: Winternachtstraum
- 1935: Eva
- 1935: Vergiß mein nicht
- 1935: Die lustigen Weiber
- 1936: Rendezvous in Wien
- 1936: Die Puppenfee
- 1936: Das Geheimnis eines alten Hauses
- 1936: Der Weg des Herzens (Prater)
- 1937: Frauenliebe – Frauenleid
- 1937: Musik für dich
- 1938: Frühlingsluft
- 1938: Wer küßt Madeleine?
- 1938: Die Frau am Scheidewege
- 1939: Das Recht auf Liebe
- 1940: Herzensfreud – Herzensleid
- 1940: Mädchen im Vorzimmer
- 1941: Am Abend auf der Heide
- 1942: Liebeskomödie
- 1942: Zwei glückliche Menschen
- 1943: Ein Mann für meine Frau
- 1944: Die heimlichen Bräute
- 1944: Eines Tages
- 1944/48: Ein Mann gehört ins Haus
- 1950: Die Sterne lügen nicht
- 1953: Wenn der weiße Flieder wieder blüht
- 1954: … und ewig bleibt die Liebe
- 1954: Mädchenjahre einer Königin
- 1955: Die Deutschmeister
- 1955: Sissi
- 1956: Sissi, die junge Kaiserin
- 1957: Robinson soll nicht sterben
- 1957: Von allen geliebt
- 1957: Sissi – Schicksalsjahre einer Kaiserin
- 1958: Das Dreimäderlhaus
- 1959: Die Halbzarte
- 1961: Verdammt die jungen Sünder nicht (Morgen beginnt das Leben)
- 1968: Drei Frauen im Haus (Fernsehserie)
- 1969: Vier Frauen im Haus (Fernsehserie)

## Diskografie (Auswahl)
- Was lachst du, was weinst du: Goldene Filmschlager 1930–1942, Label: Various
- Mir geht’s immer „Danke-Schön“: Tonfilmwelt der 30er-Jahre, Label: Universal Music Group
- Ich liebe dich und kenne dich nicht: Nostalgie Stars, Part 4, Label: Zebralution GmbH

## Autobiografie
- Magda Schneider (mit Renate Seydel): Wenn ich zurückschau. Erinnerungen. Langen Müller in der F. A. Herbig Verlagsbuchhandlung, München 1990, ISBN 3-7844-2294-2.